# NO NEED
NO NEED（ノー・ニード）は日本のロックバンド、ゼリ→の2ndアルバム。2001年5月30日発売。発売元は東芝EMI。

## 収録曲
1. CHINA SURF#1 (1:35)
　（作曲：ヤフミ）
2. sex on the beach (2:13)
　（作詞・作曲：ヤフミ）
 矢井田瞳がバックコーラスで参加。
3. 0℃ (NEW MIX) (3:07)
　（作詞・作曲：ヤフミ）
4. HOLIDAYS IN THE SUN (3:12)
　（作詞：ヤフミ/作曲：カズキ）
5. 次の晴れた日に (3:07)
　（作詞：ヤフミ/作曲：カズキ）
 メジャー4枚目のシングル。
6. TWO WATER FLOW (3:50)
　（作詞・作曲：ヤフミ）
 メジャー5枚目のシングル。
7. SEVEN YEARS WAR (2:34)
　（作詞：ヤフミ/作曲：カズキ）
8. CHINA SURF#2 (1:23)
　（作曲：ヤフミ）
9. SISSY DUCK (NEW MIX) (2:32)
　（作詞：ヤフミ/作曲：カズキ）
 メジャー3枚目のシングル。シングルとは異なるアルバムバージョン。
10. GENERATION MUSIC (1:54)
　（作詞：ヤフミ/作曲：カズキ）
11. 光の残骸 (3:07)
　（作詞・作曲：ヤフミ）
12. 6/8 (4:17)
　（作詞・作曲：ヤフミ）